# 中国鉄道博物館
中国鉄道博物館（ちゅうごくてつどうはくぶつかん）は中華人民共和国北京市朝陽区に位置する、中国最大級の鉄道に関する博物館である。

## 概要
北京市北東郊外の酒仙橋北路にある、「環行鉄道」という試験用のループ線のそばにあり、2002年11月2日にオープンした。
車両が展示してある「東郊館」の入場料は大人20人民元（2014年12月現在）
館内には中国で1949年以降に運用された蒸気機関車や客車など多数を展示している。なお北京首都国際空港が至近距離にある。

## 展示車両
旧南満州鉄道や華北交通の蒸気機関車の他、中華人民共和国鉄道部で使用された車両が展示されている。

### 蒸気機関車
- 0号蒸気機関車（英国ダブス製？）
- FD型蒸気機関車 FD-1979 （ソ連、1939年）[注 1]
- 工建型蒸気機関車 GJ-1019 （太原工廠、1959年11月製）
- 解放型蒸気機関車 JF-304“毛沢東号” （日本、1941年製）[注 2]
- 解放型蒸気機関車 JF-1191“朱徳号” （日本、1942年製）
- 解放型蒸気機関車 JF-2101“国慶号” （四方機車廠、1950年製）[注 3]
- 解放型蒸気機関車 JF-2121 （四方機車廠、1952年製）
- 解放型蒸気機関車 JF-4101 （太北段、1958年製）
- 解放6型蒸気機関車 JF6-3022 （日本、1933年製）[注 4]
- 解放9型蒸気機関車 JF9-3673 （日本、1940年製）[注 5]
- 解放11型蒸気機関車 JF11-3773 （アメリカ、1937年製）
- 解放51型蒸気機関車 JF51-738 （フランス、1926年製）
- 建設型蒸気機関車 JS-5001 （大連機車廠、1957年7月製）
- KD5型蒸気機関車 KD5-373 （日本、1921年製）
- KD55型蒸気機関車 KD55-579 （日本、1921年製）
- KD7型蒸気機関車 KD7-534 （ボールドウィン、1944年製）
- KF1型蒸気機関車 KF1-006 （バルカン・ファウンドリー、1936年製）
- PL3型蒸気機関車 PL3-51 （日本、1935年製）
- PL9型蒸気機関車 PL9-146 （ベルギー、1922年製）
- 前進型蒸気機関車 QJ-0001 （大連機車廠、1956年製）
- 前進型蒸気機関車 QJ-0004 （大連機車廠、1958年製）
- 前進型蒸気機関車 QJ-101 （大同機車廠、1964年製）
- 人民型蒸気機関車 RM-1001 （四方機車廠、1958年製）
- 勝利型蒸気機関車 SL-601 （四方機車廠、1956年9月）[注 6]
- 勝利3型蒸気機関車 SL3-152 （日本、1939年製）[注 7]
- 勝利12型蒸気機関車 SL12-890 （日本、1942年製）
- SN型蒸気機関車 SN-23 （ボールドウィン、1929年製）

### ディーゼル機関車
- 北京型ディーゼル機関車 3003 （北京二七機車廠、1970年製）
- 東方紅2型ディーゼル機関車 0008 （資陽機車廠）
- 東方紅3型ディーゼル機関車 0009
- 東方紅5型ディーゼル機関車 0001
- 東風1型ディーゼル機関車 DF1301
- 東風4型ディーゼル機関車 DF4-0001 （大連機車廠、1973年製）
- 東風5型ディーゼル機関車 DF5-0007 （唐山機車廠、1977年5月製）
- ND3型ディーゼル機関車 ND3-0001 （ルーマニアクライオヴァ、1984年製）
- NY5型ディーゼル機関車 NY5-0003 （ヘンシェル、1966年製）

### 電気機関車
- 韶山1型電気機関車 SS1-008 （株洲電力機車、1969年製）
- 韶山3型電気機関車 SS3-0001 （田心電力機車、1979年製）
- 韶山5型電気機関車 SS5-0001 （株洲電力機車、1990年製）
- 韶山6型電気機関車 SS6-0002 （株洲電力機車、1991年製）
- 6K型電気機関車 6K-002 （川崎重工業・三菱電機、1987年製）

### 客車
- テンイネ2型客車  元華北交通一等展望寝台車。戦後接収され周恩来専用列車などに使われた。

## 交通アクセス
路線バス
- 403路 北京站東街 - 三元橋 - 環行鉄道
- 516路 亮馬橋 - 環行鉄道
- 593路 地鉄北苑路北站 - 環行鉄道

鉄道
- 北京地下鉄13号線の望京西駅だが、徒歩圏ではない。